# Marasmiellus
Marasmiellus Murrill (twardziaczek) – rodzaj grzybów z rodziny Omphalotaceae.

## Systematyka i nazewnictwo
Pozycja w klasyfikacji według Index Fungorum: Omphalotaceae, Agaricales, Agaricomycetidae, Agaricomycetes, Agaricomycotina, Basidiomycota, Fungi.
Polską nazwę podał Władysław Wojewoda w 2003 r. W polskim piśmiennictwie mykologicznym należące do tego rodzaju gatunki opisywane były także jako bedłka, twardzioszek lub pępownik.
Gatunki występujące w Polsce:
- Marasmiellus candidus (Bolton) Singer 1948 – twardziaczek białawy
- Marasmiellus pseudogracilis (Kühner & Maire) Singer 1951 – tzw. białogrzybówka ochrowożółtawa
- Marasmiellus tricolor (Alb. & Schwein.) Singer 1946 – twardziaczek trójbarwny

Nazwy naukowe na podstawie Index Fungorum. Wykaz gatunków i nazwy polskie według Władysława Wojewody.